# Kemény László (színművész)
Kemény László (Okány, 1899. január 1. – Budapest, 1970. május 8.) magyar színész, érdemes művész (1965).

## Életútja
Okány településen született Kemény Jakab Jenő körorvos és Lazsanszky Marianne gyermekeként. Kemény László a Tanácsköztársaság alatt az Engels Színház tagja volt. A Színiakadémiát 1921-ben végezte el, 1922-től 1930-ig Kolozsváron játszott, 1930-ban Miskolcra került, ahol Sebestyén Mihály miskolci társulatának színésze és főrendezője lett. 1933-ban a Szegedi Városi Színháznál, majd ismét Miskolcon játszott, majd a Magyar Színház szerződtette.
1938-tól a zsidótörvények következtében nem szerepelhetett színpadon. 1945 után különböző budapesti társulatokban játszott, majd 1955-ben került a budapesti Nemzeti Színházhoz. Gyakran szerepelt a rádióban és a televízióban is.
1945 után rendszeresen filmezett. 1951–1952-ben pedig a Színház- és Filmművészeti Főiskola tanára volt. 1965-ben megkapta az Érdemes művész címet is.

## Főbb színházi szerepei
- Címszerep (Edmond Rostand: Cyrano de Bergerac)
- Lucifer (Madách Imre: Az ember tragédiája)
- Slim (John Steinbeck: Egerek és emberek)
- Okajomov (Afinogenov: Kisunokám)
- Verbőczy (Illyés Gyula: Dózsa György)
- Corbaccio (Benjamin Jonson: Volpone)
- Trissotin (Molière: A tudós nők)
- Kalmár (Vörösmarty Mihály: Csongor és Tünde)

### Filmszerepek
- Fekete gyémántok (1938)
- Valahol Európában (1947)
- Mágnás Miska (1948)
- Janika (1949)
- Különös házasság (1951)
- Állami Áruház (1952)
- Föltámadott a tenger (1953)
- A császár parancsára (1956)
- Szegény gazdagok (1959)
- Katonazene (1961)
- Férjhez menni tilos (1963)
- Az utolsó budai basa (1963)
- A pénzcsináló (1964)
- Hétköznapi történet (1-3. rész, tv-film, 1966)
- Baleset (tv-film, 1967)
- A telefon (tv-film, 1967)
- Othello Gyulaházán (1967)
- Az írnokok kálváriája (tv-film, 1969)